# Forsteronia domatiella
Forsteronia domatiella är en oleanderväxtart som beskrevs av G.R. Proctor. Forsteronia domatiella ingår i släktet Forsteronia och familjen oleanderväxter. Inga underarter finns listade i Catalogue of Life.